# Arrowverse
Het Arrowverse is de overkoepelende naam voor een mediafranchise omtrent de strips van DC Comics. De franchise omvat meerdere live-action televisieseries en animatieseries, welke zich afspelen in hetzelfde fictieve multiversum.

## Series
Officieel begon het Arrowverse in 2012 met de televisieserie Arrow, waar de naam ook van afgeleid is. In 2014 werd echter de reeds in 1990 gemaakte serie The Flash met terugwerkende kracht aan het Arrowverse toegevoegd.
In totaal omvat het Arrowverse de volgende series:
- Arrow
- The Flash (2014)
- Constantine
- Legends of Tomorrow
- Supergirl
- Vixen
- Freedom Fighters: The Ray
- Batwoman
- Black Lightning

Hoewel de series grotendeels op zichzelf staan, vindt er minimaal een keer per jaar een cross-over tussen de series plaats. Deze cross-overs bestaan uit meerdere afleveringen, verspreid over de series die bij de cross-over betrokken zijn.
Van 8 december 2019 tot 14 januari 2020 was de grootste cross-over tot nu toe te zien, Crisis on Infinite Earths. In deze cross-over deden vrijwel alle personages in mee die ooit mee hebben gedaan in de Arrowverse.

## Multiversum
Net als de stripwereld van DC Comics, maakt het Arrowverse gebruik van een multiversum, waarbinnen zich meerdere parallelle universums bevinden waarop de series zich afspelen. De meeste van deze universums komen aan bod in de serie The Flash (2014). De belangrijkste universums zijn:
Earth-1Het primaire universum van de show. Hier spelen Arrow, The Flash, Constantine, Legends of Tomorrow, en Vixen zich voornamelijk af.
Earth-2Een universum dat vooral in The Flash een grote rol speelt.
Earth-3Een universum waarin niet Barry Allen, maar Jay Garrick de Flash is. Ook dit universum speelt vooral in The Flash een rol.
Earth-38Het universum waarin Supergirl zich voor Crisis on Infinite Earths afspeelde.
Earth-Xeen universum waarin Nazi-Duitsland de Tweede Wereldoorlog gewonnen heeft. In dit universum speelt Freedom Fighters: The Ray zich af.
Earth-90Het universum waarin The Flash (1990) zich afspeelt.